# Černovice (Blanskói járás)
Černovice település Csehországban, a Blanskói járásban. Černovice Prosetín, Kunštát, Brumov, Osiky, Tasovice, Skorotice, Ujčov, Štěpánov nad Svratkou, Bedřichov és Hodonín településekkel határos. Lakosainak száma 383 fő (2024. január 1.).

## Népesség
A település lakosságának változását az alábbi diagram mutatja:
| Lakosok száma | 608  | 651  | 603  | 455  | 378  | 332  | 380  | 377  | 390  | 383  |
|               | 1869 | 1890 | 1921 | 1950 | 1980 | 2001 | 2017 | 2019 | 2022 | 2024 |